# Mario Bovenzi
Mario Bovenzi (Venezia, 3 ottobre 1997) è un attore e personaggio televisivo italiano.

## Biografia
Esordisce nel 2013 in Tutti contro tutti diretto da Rolando Ravello, presente anche come co-protagonista. Debutta nei film del 2014 Confusi e felici, diretto da Massimiliano Bruno, e Ti ricordi di me? di Ravello, in un ruolo secondario. Nel 2016 recita come co-protagonista nel film L'aquilone di Claudio insieme a Federico Russo. Recita nel 2018 nella serie TV Immaturi La serie con Ricky Memphis, Luca e Paolo, Sabrina Impacciatore e Ilaria Spada nel ruolo del co-protagonista Luigi Sorti.

## Filmografia

### Cinema
- Tutti contro tutti, regia di Rolando Ravello (2013)
- Confusi e felici, regia di Massimiliano Bruno (2014)
- Ti ricordi di me, regia di Rolando Ravello (2014)
- L'aquilone di Claudio, regia di Antonio Centomani (2016)

### Televisione
- Gold Tv, regia di Ivano Trau (2002)
- Immaturi la serie, regia di Rolando Ravello (2018)